# Schutter & Van Bakel
Schutter & Van Bakel war ein niederländisches Karosseriebauunternehmen. Eine andere Quelle ergänzt W. Van Bakel & Zoon als erste Firmierung.

## Unternehmensgeschichte
Willem van Bakel gründete 1829 das Unternehmen in Amsterdam. Zunächst stellte er Kutschen her. Nach seinem Tod 1851 machte seine Witwe den bisherigen Fabrikmanager Hendrik Anthony Schutter zum Partner. 1873 erfolgte die Umfirmierung in Schutter & Van Bakel.
1901 begann die Produktion von Karosserien für Automobile. Die Fahrgestelle kamen von Lorraine-Dietrich, Métallurgique, Panhard & Levassor, Renault, Spyker und Wolseley. Fast alles waren Einzelstücke. 1912 endete die Kutschenproduktion. 1919 entstanden zehn Taxis mit Elektromotor. 1920 kamen Aufbauten auf Basis von Ballot, Bugatti, Lincoln, Packard und Rolls-Royce dazu. Aus 1928 ist ein Delage Type DM bekannt. 1930 wurden 35 Cabriolets des Ford Modell A gefertigt. Für 1934 ist ein MG K3, für 1936 ein Buick, für 1938 ein weiterer Packard und für 1939 ein Mercury überliefert. Damit endete die Karosserieproduktion. Eine andere Quelle ergänzt Bentley und Lancia, eine weitere Hispano-Suiza, Omnia, Opel, Peugeot, Pipe und Voisin.
Spätestens ab 1938 verlegte sich das Unternehmen auf Reparaturarbeiten. Das Unternehmen existierte bis 1954. Dann löste es Willem J. Van Bakel auf.